# Goth (nhóm văn hóa)

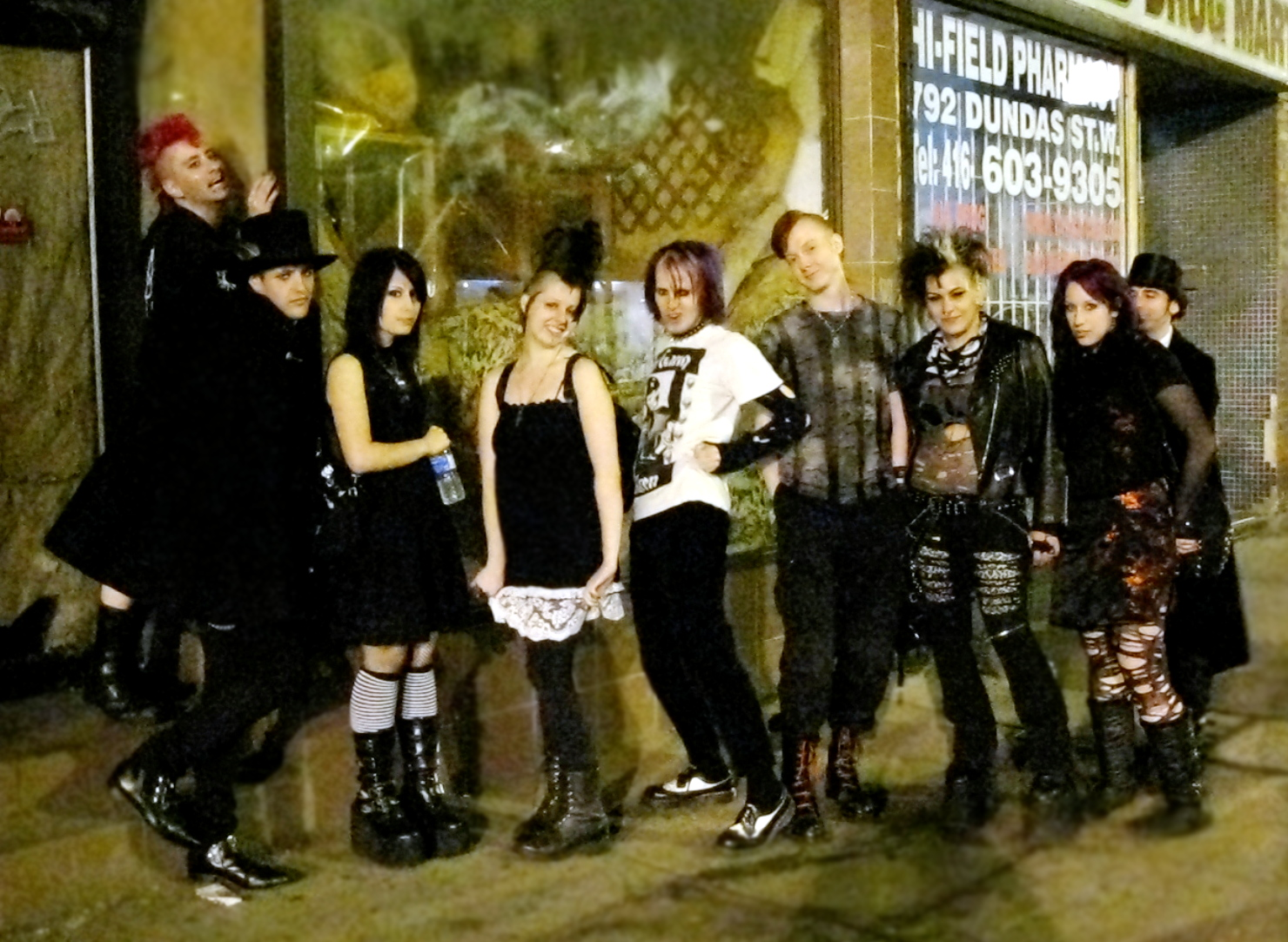
Một nhóm bạn trẻ goth gặp mặt

Nhóm văn hóa Goth là một tiểu văn hoá dựa trên âm nhạc bắt nguồn từ nước Anh đầu những năm 1980, được phát triển từ khán giả của gothic rock (một nhánh của post-punk). Các nghệ sĩ post-punk và gothic rock đã giúp phát triển và hình thành nhóm văn hoá bao gồm Joy Division, Siouxsie and the Banshees, The Cure và Bauhaus. Họ thường tập trung tại các lễ hội âm nhạc, câu lạc bộ đêm và các cuộc gặp mặt, đặc biệt là ở Tây Âu.
Tiểu văn hoá goth liên kết với âm nhạc, thẩm mỹ và thời trang. Âm nhạc được yêu thích bởi goth bao gồm một số tiểu thể loại khác nhau như là post-punk, gothic rock, dark wave, death rock, gothabilly, cold wave, new wave, new romantic và ethereal wave. Hình ảnh và khuynh hướng thẩm mỹ của goth cho thấy sự ảnh hưởng từ văn học gothic thế kỷ 19 và phim kinh dị gothic. Phong cách ăn mặc thường thấy là trang phục tối màu (thường là đen), trang điểm nhợt nhạt và bị ảnh hưởng bởi thời trang của các thời đại Victoria và Edward ở Anh.
Nhóm văn hóa goth đã tồn tại lâu hơn những nhóm cùng thời và ngày nay vẫn đang tiếp tục đa dạng hóa và lây lan trên toàn thế giới. Goth đôi khi bị nhầm lẫn với một số tiểu văn hoá khác như là punk, emo, darkly inclined vì có một vài nét tương đồng về thời trang hay thẩm mỹ.

## Âm nhạc

### 1.Nguồn gốc và quá trình phát triển
Cụm từ "gothic rock" được nhắc đến vào năm 1967 bởi nhà phê bình âm nhạc John Stickney để mô tả cuộc gặp giữa ông với Jim Morrison trong một căn phòng chứa rượu được chiếu sáng yếu ớt.Cùng năm đó,Velvet Underground phát hành một track nhạc mang tên "All tomorrow's parties",được nhận xét là một "kiệt tác gothic rock đầy mê hoặc" bởi nhà nhạc sử học Kurt Loder.Vào cuối thập niên 70,tính từ gothic được dùng để mô tả tinh thần của các ban nhạc post punk nổi tiếng như Siouxsie and the Banshees,Magazine và Joy Division.
Vào tháng 7/1982,sự ra mắt của Batcave trong London's Soho tạo nên điểm nhấn cho màn mở đầu,được gắn nhãn "punk sôi động" bởi NME."Batcaver" sau đó đã được sử dụng để mô tả phong cách goth cũ.
Độc lập so với goth Anh Quốc,vào cuối 70 và đầu 80 ở California,Death rock hình thành như là một nhánh riêng biệt của punk rock Mỹ.

### 2.Xu thế Gothic

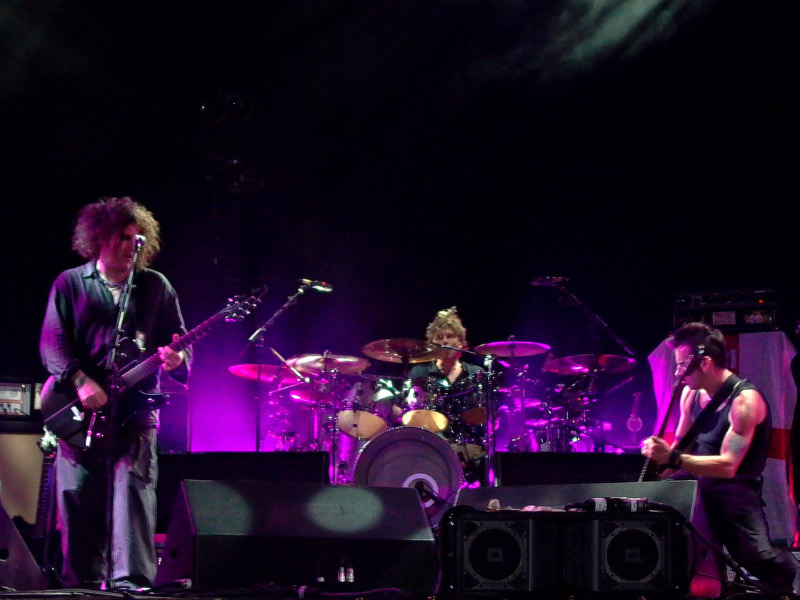
Ban nhạc gothic rock The Cure biểu diễn live năm 2004

Những ban nhạc góp phần định hình và củng cố xu thế Gothic gồm có Bauhaus, Adam and the Ants, The Cure, The Birthday Party, Southern Death Cult, Specimen, Sex Gang Children, UK Decay, Virgin Prunes, Killing Joke và The Damned.Năm 1983,Paul Rambali của The Face đã nhận xét rằng có "nhiều cá tính Gothic mạnh mẽ" trong âm nhạc của Joy Division.Năm 1984,Joy Division coi Play Dead là hậu duệ của mình.
Vào giữa thập niên 80.Các ban nhạc bắt đầu nở rộ và càng lúc càng phổ biến,bao gồm The Sisters of Mercy, The Mission, Alien Sex Fiend, The March Violets, Xmal Deutschland, The Membranes và Fields of Nephilim.Các hãng thu như Factory,4AD,... phát hành những loại nhạc này ở Mỹ và châu Âu.Projekt,một hãng âm nhạc của Mỹ tương tự như 4AD của châu Âu chuyên phát hành những sản phẩm gọi là ethereal wave,một nhánh phụ của dark wave.
Thập kỷ 90 chứng kiến sự phát triển của các ban nhạc năm 80, sự ra đời của các nghệ sĩ mới cũng như các hãng thu âm mới, trong đó có Cleopatra Records.
Theo Dave Simpson của The Guardian, "goth dần biến mất khi nhạc nhảy trở thành xu thế mới của giới trẻ". Kết quả là goth lắng xuống và bị nhầm lẫn với cybergoth, shock rock, industrial metal, gothic metal, medieval folk metal và thể loại gần đây nhất horror punk.

## Ảnh hưởng lịch sử và văn hóa
Nhóm văn hóa Goth lấy cảm hứng từ nhiều nguồn,cả hiện đại lẫn lâu đời,trong đó có các nhóm văn hóa như Punk,New wave và Glam.Ngoài ra Goth cũng bị ảnh hưởng bởi phim hạng B,ma cà rồng,văn học Gothic,phim kinh dị,phim khoa học giả tưởng và truyền thuyết thần thoại của người Celtic,người Pagan,người Ai Cập hay đạo Cơ Đốc.
Văn học Gothic có nhiều tác giả tiêu biểu như: Ann Radcliffe (1764-1823), John William Polidori (1795-1821), Edgar Allan Poe (1809-1849), Sheridan Le Fanu (1814-1873), Bram Stoker (1847-1912), Oscar Wilde (1854-1900), H. P. Lovecraft (1890-1937), Anne Rice(1941-), William Gibson (1948-), Ian McEwan (1948-), Storm Constantine(1956-), và Poppy Z. Brite (1967-).

### 1.Thế kỷ 18 và 19
Văn học Gothic là sự kết hợp giữa lãng mạn và các hắc tố để tạo không khí bí ẩn,hỗn loạn,kinh dị và siêu nhiên.Nội dung thường là về số phận bi đát,sự mâu thuẫn vô hạn và sự bị hiểu lầm của nhân vật chính bằng cách phóng đại những nhân vật tàn ác.Những nhân vật điển hình trong tác phẩm thường là một cặp cha mẹ ác độc,một vị trưởng tu sĩ,một người quả cảm và một nữ chính lâm nguy,cùng với đó là những hình tượng siêu nhiên như ma cà rồng,người sói,linh hồn và quái vật.

### 2.Thế kỷ 20
Vào thập niên 60, những bộ phim truyền hình như The Addams Family và The Munsters đã sử dụng những tư tưởng cổ hủ về Gothic cho hài kịch châm biến.
Đĩa đơn đầu tiên của ban nhạc Bauhaus phát hành vào năm 1979 "Bela Lugosi's Deas" được công nhận là khởi đầu của nhóm văn hoá.

## Đặc điểm

### Thần tượng

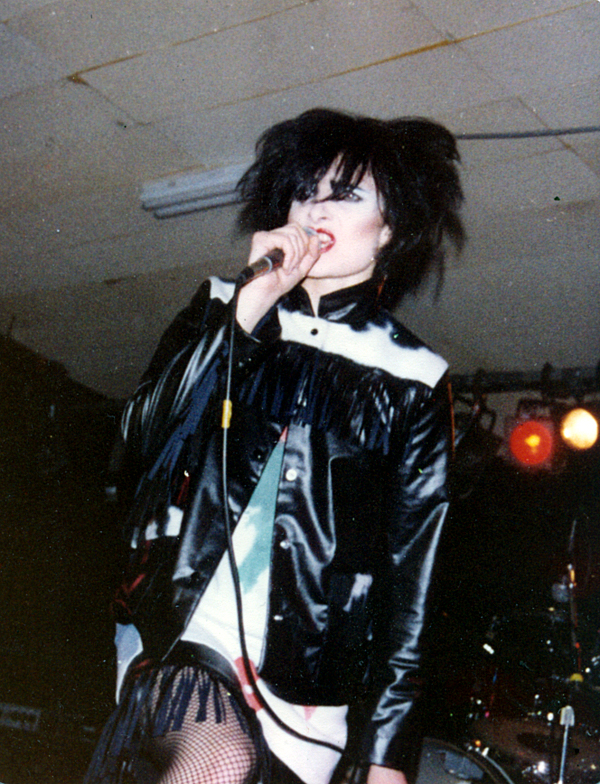
Siouxsie Sioux - giọng ca chính của Siouxsie and the Banshees

Những ví dụ điển hình về thần tượng goth thường là trưởng nhóm nhạc như Siouxsie Sioux của Siouxsie and the Banshees, Robert Smith của The Cure, Peter Murphy của Bauhaus, Rozz Williams của Christian Death, Ian Curtis của Joy Division, và Dave Vanian của The Damned.Một số thành viên của Bauhaus là sinh viên trường vẽ hay họa sĩ. Nico cũng là một thần tượng đáng nhắc đến trong nền âm nhạc và thời trang Goth, với những album như The Marble Index và Desertshore.

### Thời trang
Thời trang gothic thường điển hình với thiết kế tối màu, phức tạp và khác lạ. Phong cách thường được mượn từ thời kỳ Elizabeth, Victoria và thường thể hiện những hình tượng mang tính tôn giáo hoặc sử thi.
Siouxsie Sioux từng có ảnh hưởng đặc biệt đến phong cách ăn mặc trong nhóm văn hoá, cùng với đó là Robert Smith, Bela Lugosi, Bettie Page, Morticia Addams, David Bowie. Các phong cách thời trang goth phổ biến gồm có trad goth (goth truyền thống), Victorian goth, vampire goth, Lolita goth, batcave, romantic goth,... Tuy nhiên, goth không nhất thiết phải đi theo một phong cách nào nêu trên cũng như có những goth chỉ yêu thích âm nhạc mà không ăn mặc hoàn toàn theo thời trang goth.
Gần đây, thời trang goth được nhiều người trong đại chúng thích thú và mặc theo dù có thể không có kết nối với âm nhạc - nền móng của nhóm văn hoá. Các nhà tạo mẫu thời trang như  John Paul Gaultier, Alexander McQueen, và John Galliano đang bị coi là hiện hành "haute Goth".

### Điện ảnh

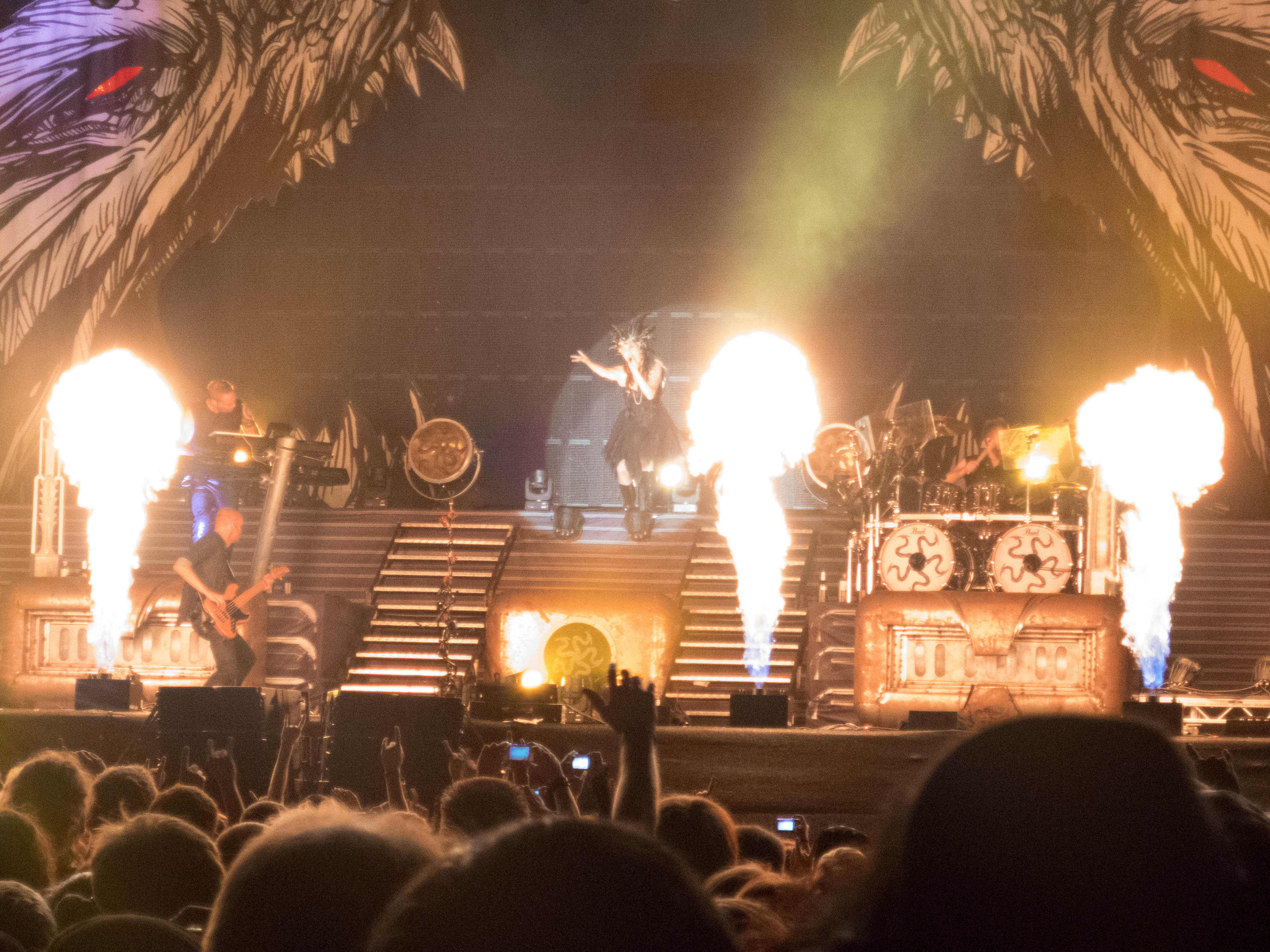
Sân khấu của lễ hội M'era Luna ở Đức năm 2014

Một số cựu nghệ sĩ của goth rock và deathrock đã du nhập những hình tượng phim kinh dị truyền thống.Khán giả của họp cũng phản ứng lại với thời trang tương tự.Nhiều bộ phim mang ý tưởng Gothic gồm có The Hunger, Beetlejuice (1988), Batman (1989), Edward Scissorhands (1990), The Nightmare Before Christmas (1993), Corpse Bride (2005),...
Khi nhóm băn hóa phát triển mạnh mẽ,mối quan hệ giữa goth và phim kinh dị giả tưởng càng trở nên khăng khít,với goth xuất hiện nhiều trong các phim kinh dị.

### Sự kiện
Ở Tây Âu,hầu hết là Đức,có tổ chức những lễ hội gothic lớn thường niên,bao gồm Wave-Gotik-Treffen (Leipzig) và M'era Luna (Hildesheim).Cả hai đều thu hút hơn 10 nghìn người tham gia mỗi năm. Lumous Gothic Festival là lễ hội Gothic lớn nhất gắn liền với nhóm văn hóa Goth của Phần Lan và là lễ hội Gothic phương bắc của Thế giới.Deti Nochi: Chorna Rada là lễ hội Gothic lớn nhất của Ukraine.Những sự kiện như Ghoul School và Release the Bats nhấn mạnh về Deathrock và được tham dự bởi những người hâm mộ của nhiều quốc gia,và những sự kiện như  Drop Dead Festival ở Mỹ thu hút những người tham dự từ hơn 30 đất nước.Whitby Goth Weekend là một lễ hội diễn ra 2 năm một lần ở Whitby,Bắc Yorkshire,Anh Quốc.